# Mattéo Nkurunziza
Mattéo Nkurunziza (2 giugno 2004) è un calciatore burundese, portiere dell'RWDM47 e della nazionale burundese.

## Carriera

### Club
Nkurunziza è cresciuto nel settore giovanile del RWDM47, dove è arrivato il 14 settembre 2021 proveniente dal Rixensart. Ha ricevuto la prima convocazione in prima squadra tre giorni dopo, per l'incontro di Tweede klasse contro il Waasland-Beveren.

### Nazionale
L'11 giugno 2024 ha debuttato con la nazionale burundese nell'incontro di qualificazione per il campionato mondiale 2026 vinto 3-1 contro le Seychelles.

## Statistiche

### Cronologia presenze e reti in nazionale
| Cronologia completa delle presenze e delle reti in nazionale ― Burundi | Cronologia completa delle presenze e delle reti in nazionale ― Burundi | Cronologia completa delle presenze e delle reti in nazionale ― Burundi | Cronologia completa delle presenze e delle reti in nazionale ― Burundi | Cronologia completa delle presenze e delle reti in nazionale ― Burundi | Cronologia completa delle presenze e delle reti in nazionale ― Burundi | Cronologia completa delle presenze e delle reti in nazionale ― Burundi | Cronologia completa delle presenze e delle reti in nazionale ― Burundi |
| Data                                                                   | Città                                                                  | In casa                                                                | Risultato                                                              | Ospiti                                                                 | Competizione                                                           | Reti                                                                   | Note                                                                   |
| ---------------------------------------------------------------------- | ---------------------------------------------------------------------- | ---------------------------------------------------------------------- | ---------------------------------------------------------------------- | ---------------------------------------------------------------------- | ---------------------------------------------------------------------- | ---------------------------------------------------------------------- | ---------------------------------------------------------------------- |
| 11-6-2024                                                              | Berkane                                                                | Seychelles                                                             | 1 – 3                                                                  | Burundi                                                                | Qual. Mondiali 2026                                                    | -1                                                                     |                                                                        |
| Totale                                                                 |                                                                        | Presenze                                                               | 1                                                                      |                                                                        | Reti                                                                   | -1                                                                     |                                                                        |

## Palmarès

### Club

#### Competizioni nazionali
- Challenger Pro League: 1

RWMD47: 2022-2023